# Jacob Rantzau
Jacob Rantzau (født 1973) er en dansk billedkunstner. Rantzau maler mennesker i absurde og uvante situationer og indgår dermed i den kunstneriske retning, som er blevet kaldt passionismen. Rantzau maler adskillige lag på hvert maleri, som er meget detaljeret i en naturalistisk stil, som oftest fokuseret omkring en enkelt person (undertiden to) i en sammenhæng, der kan tolkes som kunstnerens kommentar til emner som religion eller kultur. Rantzaus kunstneriske forbillede er Rembrandt.

## Eksterne links
- Jacob Rantzau hos Galleri Wolfsen i Aalborg Arkiveret 17. september 2011 hos  Wayback Machine
- Artikel på engelsk om kunsterens værker Arkiveret 27. september 2015 hos  Wayback Machine